# Aspergillus foveolatus
Aspergillus foveolatus är en svampart som beskrevs av Y. Horie 1978. Aspergillus foveolatus ingår i släktet Aspergillus och familjen Trichocomaceae.   Inga underarter finns listade i Catalogue of Life.